# Johannsen Rum
Johannsen Rum (offizielle Firmenbezeichnung: A.H.Johannsen) ist das älteste unabhängige Rumhaus in der Rumstadt Flensburg und eines der letzten von ehemals über 200 Rumhäusern der Stadt, die im 20. Jahrhundert schlossen oder abwanderten. Das Rumhaus wurde 1878 vom Großvater des jetzigen Firmenbesitzers in Flensburg gegründet. Der Sitz des Familienunternehmens einschließlich eines Ladengeschäftes, die Hökerei (Kleinhandel), befindet sich in der Marienstraße in der sogenannten Marienburg, die eine Station auf der Rum & Zucker Meile ist.

## Produktpalette
Trotz der Konkurrenz von Großkonzernen konnte sich Johannsen Rum im norddeutschen Raum und darüber hinaus behaupten. Die Produktpalette wurde hierbei im Laufe der Zeit erweitert und reicht von Rum über Likören, Aquavit, Rumtopf und anderen Produkten. Hierbei ist auch ein gewisser „In“-Faktor sowie Lokalpatriotismus hilfreich. So stellt das Rumhaus einen Likör mit Lakritzgeschmack namens Swattes Swien (plattdeutsch für schwarzes Schwein) her, in Anlehnung zur Sage vom Grönen Keel und dem schwarzen Schwein. Außerdem wird für die alljährlich stattfindende Rum-Regatta der auch als Preis vergebene „Regatta Rum“ hergestellt. Die Sonderabfüllung für den Museumshafen Flensburg besteht aus einem Jamaica-Rumverschnitt. Die älteste Rummarke des Unternehmens wiederum nennt sich 1878, ein 40 % iger Rumverschnitt, der nach dem Gründungsjahr benannt ist.

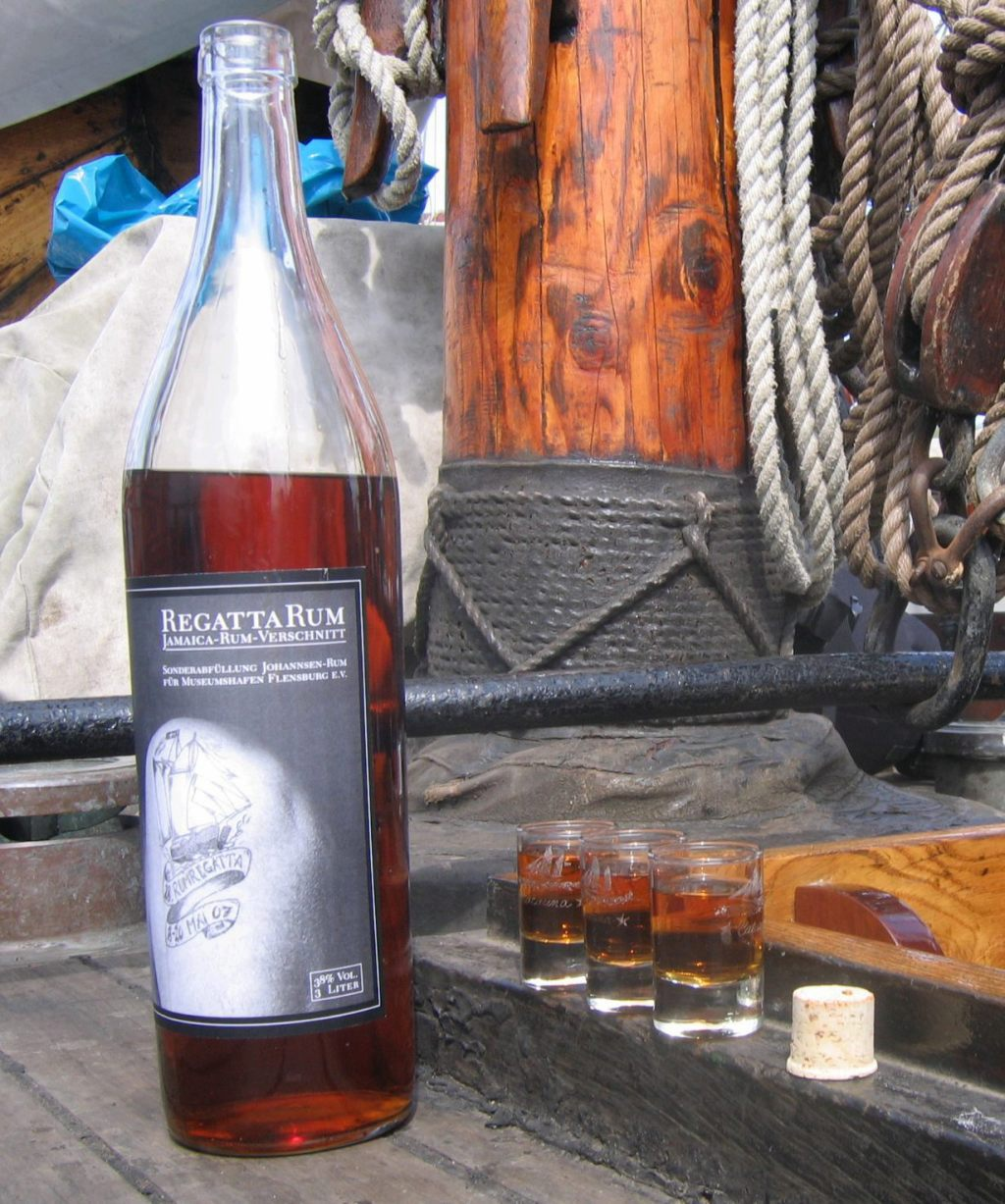
Der Regatta Rum: eine Sonderabfüllung zur Rum-Regatta
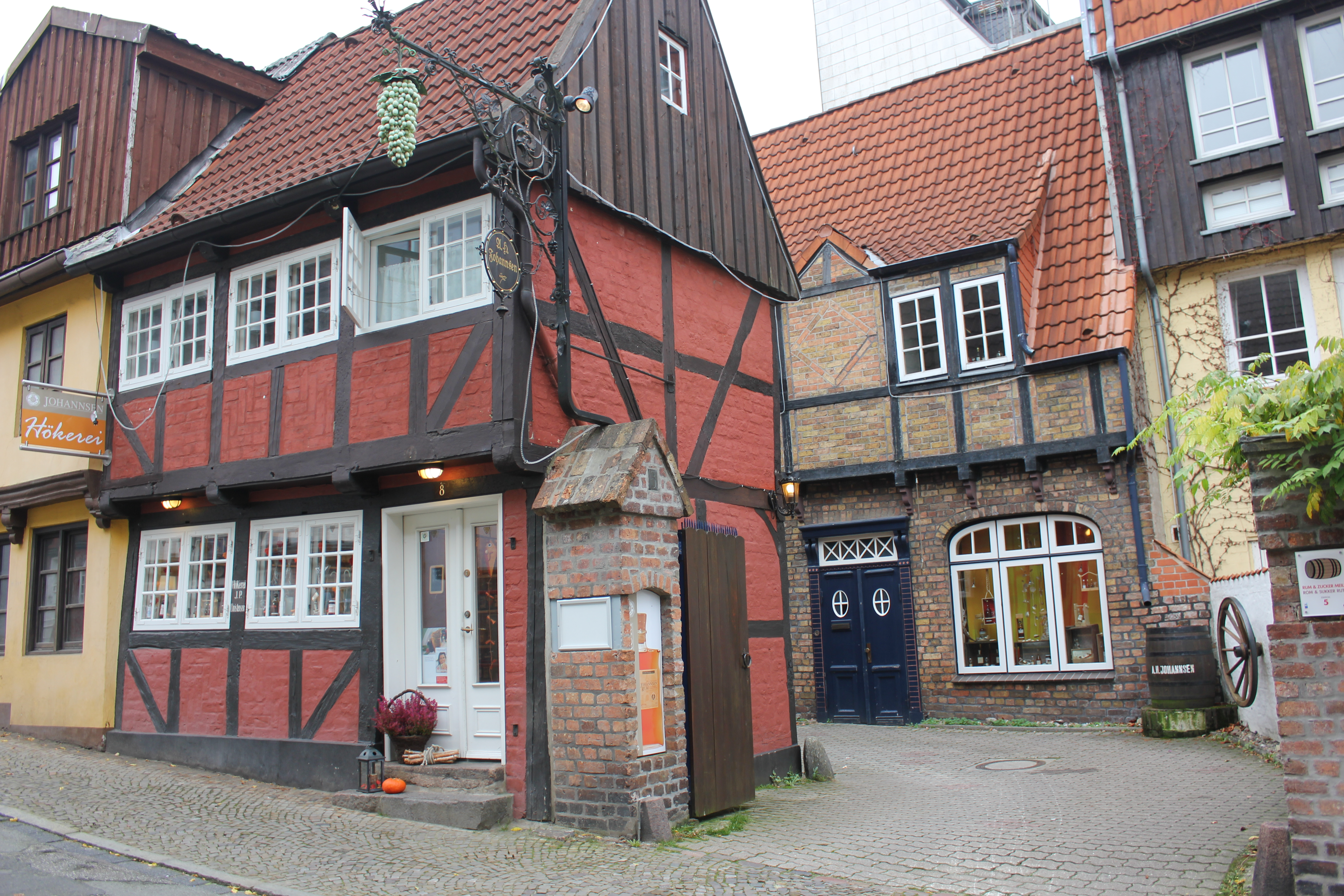
Die Marienburg mit der Hökerei: Firmensitz von Johannsen Rum